# Ricorderai l'amore (Remember the Love)
Ricorderai l'amore (Remember the Love) è un singolo del cantautore italiano Marco Mengoni, pubblicato il 28 ottobre 2016 come unico estratto dall'edizione speciale del terzo album in studio Parole in circolo.

## Descrizione
Si tratta di un rifacimento del brano Ricorderai l'amore, traccia d'apertura del quarto album in studio di Mengoni, Le cose che non ho. A differenza della versione originale, il brano è caratterizzato dalla partecipazione vocale della cantante tedesca Grace Capristo, in passato componente delle Monrose.
Il brano è presente nell'edizione speciale dell'album Parole in circolo pubblicata in Germania a dicembre 2016.

## Video musicale
Il videoclip è stato pubblicato in concomitanza con il lancio del singolo e mostra vari filmati di Mengoni e Capristo durante la fase di registrazione del brano.

## Tracce
Download digitale
1. Ricorderai l'amore (Remember the Love) (feat. Grace Capristo) – 3:58

Download digitale  – remix
1. Ricorderai l'amore (Remember the Love) (feat. Grace Capristo) (Madizin Remix) – 3:19